# Ґулобод (Кулобський район)
Ґулобод - село в джамоаті Дахана Кулобського району Хатлонської області, Таджикистан.
Раніше село називалось Девонахуджа (тадж. Девонахуҷа).
Від Ґулобода до центру джамоата 7 км, до центру району 27 км. 
Населення — 1602 особи (2017).
Національний склад станом на 2017 рік — таджики.